# Уичи, Матильде
Матильде Уичи Навас (исп. Matilde Huici Navaz; 3 августа 1890, Памплона — 13 апреля 1965, Сантьяго) — испанская юристка и педагог. Сотрудничала с Марией де Маэсту в Residencia de Señoritas — первом официальном центре в Испании, созданном для содействия университетскому образованию для женщин, — и Lyceum Club Femenino, с Викторией Кент и Кларой Кампоамор в соучреждении Ассоциации испанок в университетах в 1928 году. Была делегатом Испании в Консультативной комиссии по социальным и гуманитарным вопросам Лиги Наций. Находясь в изгнании в Чили с 1940 года, Уичи развернула интенсивную педагогическую деятельность и основала в 1944 году Школу педагогов Парвулоса при Чилийском университете.

## Ранние годы
Матильда Уиси Навас родилась 3 августа 1890 года в городе Памплона и была третьей из четырех детей в семье Асенсион и Хуана Уиси. Ее родители были богатыми либеральными республиканцами. В 17 лет она получила степень магистра высшего образования в Бильбао.
В 1909 году она устроилась учительницей в школу в районе Атегорриета города Сан-Себастьян. Два года спустя её назначили директором школы. В 1916 году она переехала в Мадрид, где устроилась в Residencia de Señoritas, выучив там английский и французский языки, а также полезную технику стенографии. Три года спустя Уичи получила диплом в Школе высшего образования и начала изучать право. В 1922 году Уиси стала инспектором начального образования в Санта-Крус-де-Тенерифе, а в следующем году вошла в орбиту пенсионеров Совета по расширению исследований и научных исследований (JAE) в качестве стипендиата в колледже Миддлбери, где она преподавала испанский язык с сентября 1923 года. Отпуск, предоставленный ей в качестве инспектора, позволил завершить обучение и получить юридическое образование в 1926 году. Продолжая заниматься своей профессиональной деятельностью и преподавать в Residencia de Señoritas, она принимала участие в работе Мадридского суда по делам несовершеннолетних (1927) и в общественно-политических дебатах по реформе судебной системы в отношении женщин. Кроме того, она способствовала созданию Ассоциации испанской женской университетской молодёжи (JUF), позже известной как Испанская ассоциация университетских женщин. В 1928 году она была среди инициаторов провалившейся Социалистической либеральной группы. В 1931 году Уиси и её муж стали членами Испанской социалистической рабочей партии (ИСРП).

## Вторая Испанская республика
После провозглашения Второй Испанской республики в 1931 году Уиси вошёл в состав Подкомитета по уголовному праву Юридической консультативной комиссии Министерства юстиции. Ей также было поручено в рамках деятельности Совета по защите детей инспектировать все ювенальные суды страны. Принимала участие в разработке Уголовного кодекса Испании 1932 года, а также способствовала созданию Центра уголовных исследований. В 1933 году Уичи посетила Советский Союз, чтобы ознакомиться с политикой в отношении детей. В 1935 году она была назначена испанским делегатом в Комиссию по защите детей и молодежи, базирующуюся в Женеве. В качестве журналистки она писала в период с 1935 по 1938 год для таких изданий, как еженедельник «Democracia», издаваемый Андресом Саборитом, газета «El Socialista» и журнал «Mujeres», издаваемого Женским комитетом против войны и фашизма. С победой Народного фронта Уичи с целью секуляризации образования предложила заменить священников учителями, создав Институт психологических исследований несовершеннолетних для подготовки специализированных педагогов. Во время гражданской войны в Испании она последовала за республиканским правительством сначала в Валенсию (11 марта 1937 года), а затем в Барселону. В первые месяцы 1939 года она отправилась во Францию и приняла участие в работе Комитета помощи беженцам из Парижа и Женевы.

## Дальнейшая жизнь
После поражения республики она эмигрировала в Чили, куда прибыла 14 мая 1940 года на борту парохода SS Orduña. Поскольку её юридическое образование не было признано, ей оставалось только работать переводчицей. Она основала Школу образования детей при Чилийском университете, которой руководила с 1944 по 1962 год. В 1947 году она была назначена директором Чилийско-испанского культурного управления. Матильда Уичи умерла 13 апреля 1965 года в возрасте 74 лет.